# Aparallactus
Aparallactus es un género de serpientes venenosas de la familia Lamprophiidae distribuidas por el África subsahariana.

## Especies
Se reconocen las siguientes:
- Aparallactus capensis Smith, 1849
- Aparallactus guentheri Boulenger, 1895
- Aparallactus jacksonii (Günther, 1888)
- Aparallactus lineatus (Peters, 1870)
- Aparallactus lunulatus (Peters, 1854)
- Aparallactus modestus (Günther, 1859)
- Aparallactus moeruensis Witte & Laurent, 1943
- Aparallactus niger Boulenger, 1897
- Aparallactus nigriceps (Peters, 1854)
- Aparallactus turneri Loveridge, 1935
- Aparallactus werneri Boulenger, 1895